# Småtjärnarna (Torps socken, Medelpad)
Småtjärnarna är en sjö i Ånge kommun i Medelpad och ingår i Ljungans huvudavrinningsområde.